# Bettmeralp
Bettmeralp (gsw. Bättmeralp) – miejscowość i gmina (Politische Gemeinde) w południowej Szwajcarii, w kantonie Valais, w okręgu (Bezirk) Östlich Raron. Jest jedną z dziewięciu miejscowości w Szwajcarii, w których zabroniony jest ruch pojazdów mechanicznych z silnikiem spalinowym. Powstała 1 stycznia 2014 w wyniku połączenia gmin Betten i Martisberg.

## Demografia
W Bettmeralp mieszkają 463 osoby. W 2022 roku 13% populacji gminy stanowiły osoby urodzone poza Szwajcarią. 